# Sergio García de la Fuente
Sergio García de la Fuente, detto semplicemente Sergio García (Barcellona, 9 giugno 1983), è un ex calciatore spagnolo, attaccante.

## Carriera

### Club
Entra nel 2000 nelle giovanili del Barcellona, giocando poi dal 2002 al 2004 nel Barcellona B. Nel 2003-04 scende anche 4 volte in campo con la maglia della prima squadra. Nella stagione 2004-2005 milita con la maglia del Levante, squadra con cui segna 7 gol in 31 presenze, cifre che però non salvano la squadra valenciana dalla retrocessione.
A causa di ciò, nel 2005 viene acquistato dal Real Saragozza, divenendo nelle stagioni 2006-07 e 2007-08 punto fermo della squadra. Nell'estate 2008 il Betis Siviglia spende 10 milioni di euro per metterlo sotto contratto. Nell'agosto del 2010 fima un contratto quinquennale con l'RCD Espanyol. Dopo cinque stagioni passate col club catalano il 29 giugno 2015 viene ufficializzata la sua cessione all'Al-Rayyan.
Due anni più tardi torna all'Espanyol. Dopo aver giocato ancora un anno in una squadra minore, nel 2021 si ritira e successivamente consegue il patentino da allenatore UEFA Pro.

### Nazionale
Senza aver ancora esordito in nazionale, viene convocato dal ct Luis Aragonés per partecipare al campionato d'Europa 2008, sapendo della sua convocazione un giorno prima della retrocessione del suo club. Debutta nell'amichevole di preparazione all'Europeo del 31 maggio 2008, in sostituzione di David Silva, contro il Perù, a Huelva.
Ad Euro 2008 gioca una partita, quella contro la Grecia, ininfluente per ambedue le squadre, giacché la Spagna era automaticamente qualificata come prima del girone ai quarti di finale, mentre la Grecia era automaticamente fuori dalla competizione: nella partita, terminata 2-1 per gli iberici, il secondo gol spagnolo, quello di Daniel Güiza, è stato ispirato da un cross proprio di Sergio García. Al termine dell'Europeo, le furie rosse si laureano Campioni d'Europa per la seconda volta nella loro storia, dopo Spagna 1964.

## Statistiche

### Presenze e reti nei club
Statistiche aggiornate al 12 maggio 2013.
| Stagione              | Squadra               | Campionato            | Campionato | Campionato | Coppe nazionali | Coppe nazionali | Coppe nazionali | Coppe continentali | Coppe continentali | Coppe continentali | Altre coppe | Altre coppe | Altre coppe | Totale | Totale |
| Stagione              | Squadra               | Comp                  | Pres       | Reti       | Comp            | Pres            | Reti            | Comp               | Pres               | Reti               | Comp        | Pres        | Reti        | Pres   | Reti   |
| --------------------- | --------------------- | --------------------- | ---------- | ---------- | --------------- | --------------- | --------------- | ------------------ | ------------------ | ------------------ | ----------- | ----------- | ----------- | ------ | ------ |
| 2002-2003             | Barcellona B          | SD                    | 33         | 19         |                 | -               | -               |                    | -                  | -                  |             | -           | -           | 33     | 19     |
| 2002-2003             | Barcellona            | PD                    | 0          | 0          | CR              | 0               | 0               | UCL                | 2                  | 0                  |             | -           | -           | 2      | 0      |
| 2003-2004             | Barcellona B          | SD                    | 26         | 15         |                 | -               | -               |                    | -                  | -                  |             | -           | -           | 26     | 15     |
| Totale Barcellona B   | Totale Barcellona B   | Totale Barcellona B   | 59         | 34         |                 |                 |                 |                    |                    |                    |             |             |             | 59     | 34     |
| 2003-2004             | Barcellona            | PD                    | 4          | 0          | CR              | 0               | 0               | UCL                | 2                  | 1                  |             | -           | -           | 6      | 1      |
| Totale Barcellona     | Totale Barcellona     | Totale Barcellona     | 4          | 0          |                 | 0               | 0               |                    | 4                  | 1                  |             |             |             | 8      | 1      |
| 2004-2005             | Levante               | PD                    | 31         | 7          | CR              | 0               | 0               |                    | -                  | -                  |             | -           | -           | 31     | 7      |
| 2005-2006             | Real Saragozza        | PD                    | 19         | 4          | CR              | 0               | 0               |                    | -                  | -                  |             | -           | -           | 19     | 4      |
| 2006-2007             | Real Saragozza        | PD                    | 33         | 6          | CR              | 0               | 0               |                    | -                  | -                  |             | -           | -           | 33     | 6      |
| 2007-2008             | Real Saragozza        | PD                    | 38         | 4          | CR              | 4               | 1               | CU                 | 2                  | 1                  |             | -           | -           | 44     | 6      |
| Totale Real Saragozza | Totale Real Saragozza | Totale Real Saragozza | 90         | 14         |                 | 4               | 1               |                    | 2                  | 1                  |             |             |             | 96     | 16     |
| 2008-2009             | Betis Siviglia        | PD                    | 28         | 9          | CR              | 4               | 1               |                    | -                  | -                  |             | -           | -           | 32     | 10     |
| 2009-2010             | Betis Siviglia        | PD                    | 34         | 12         | CR              | 1               | 0               |                    | -                  | -                  |             | -           | -           | 35     | 12     |
| Totale Betis Siviglia | Totale Betis Siviglia | Totale Betis Siviglia | 62         | 21         |                 | 5               | 1               |                    |                    |                    |             |             |             | 67     | 22     |
| 2010-2011             | Espanyol              | PD                    | 21         | 3          | CR              | 4               | 0               |                    | -                  | -                  |             | -           | -           | 25     | 3      |
| 2011-2012             | Espanyol              | PD                    | 24         | 5          | CR              | 3               | 2               |                    | -                  | -                  |             | -           | -           | 27     | 7      |
| 2012-2013             | Espanyol              | PD                    | 25         | 7          | CR              | 0               | 0               |                    | -                  | -                  |             | -           | -           | 25     | 7      |
| Totale Espanyol       | Totale Espanyol       | Totale Espanyol       | 70         | 15         |                 | 7               | 2               |                    |                    |                    |             |             |             | 77     | 17     |
| Totale carriera       | Totale carriera       | Totale carriera       | 316        | 91         |                 | 16              | 4               |                    | 6                  | 2                  |             |             |             | 338    | 97     |

### Cronologia presenze e reti in nazionale
| Cronologia completa delle presenze e delle reti in nazionale ― Spagna | Cronologia completa delle presenze e delle reti in nazionale ― Spagna | Cronologia completa delle presenze e delle reti in nazionale ― Spagna | Cronologia completa delle presenze e delle reti in nazionale ― Spagna | Cronologia completa delle presenze e delle reti in nazionale ― Spagna | Cronologia completa delle presenze e delle reti in nazionale ― Spagna | Cronologia completa delle presenze e delle reti in nazionale ― Spagna | Cronologia completa delle presenze e delle reti in nazionale ― Spagna |
| Data                                                                  | Città                                                                 | In casa                                                               | Risultato                                                             | Ospiti                                                                | Competizione                                                          | Reti                                                                  | Note                                                                  |
| --------------------------------------------------------------------- | --------------------------------------------------------------------- | --------------------------------------------------------------------- | --------------------------------------------------------------------- | --------------------------------------------------------------------- | --------------------------------------------------------------------- | --------------------------------------------------------------------- | --------------------------------------------------------------------- |
| 31-5-2008                                                             | Huelva                                                                | Spagna                                                                | 2 – 1                                                                 | Perù                                                                  | Amichevole                                                            | -                                                                     |                                                                       |
| 18-6-2008                                                             | Salisburgo                                                            | Grecia                                                                | 1 – 2                                                                 | Spagna                                                                | Euro 2008 - 1º turno                                                  | -                                                                     |                                                                       |
| Totale                                                                |                                                                       | Presenze                                                              | 2                                                                     |                                                                       | Reti                                                                  | 0                                                                     |                                                                       |

## Palmarès

### Club

#### Competizioni nazionali
- Qatar Stars League: 1

Al-Rayyan: 2015-2016

### Nazionale
- Campionato d'Europa: 1

Austria-Svizzera 2008
- Campionato d'Europa Under-19: 1

2002